# Yang Chia-hsien
Yang Chia-hsien (* 17. Juli 1986) ist eine ehemalige taiwanische Tennisspielerin.

## Karriere
Yang konnte keinen Titel auf der ITF Women’s World Tennis Tour gewinnen.
2012 erhielt sie zusammen mit ihrer Partnerin Lee Pei-chi eine Wildcard für das Hauptfeld im Doppel der OEC Taipei WTA Ladies Open 2012, ihrem ersten Turnier der WTA Challenger Series. Sie verloren das erste Match gegen Luksika Kumkhum und Varatchaya Wongteanchai mit 4:6 und 2:6.
2015 erhielt sie zusammen mit ihrer Partnerin Lee Pei-chi abermals eine Wildcard für das Hauptfeld im Doppel des OEC Taipei WTA Challenger 2015. Sie konnten ihr Erstrundenmatch gegen die ebenfalls mit einer Wildcard ausgestattete Paarung Cho Yit-sen und Wu Fang-hsien mit 4:6, 6:3 und [10:4] gewinnen. In der zweiten Runde verloren sie dann gegen Chan Chin-wei und Junri Namigata klar mit 1:6 und 0:6.